# Seconde Germanía

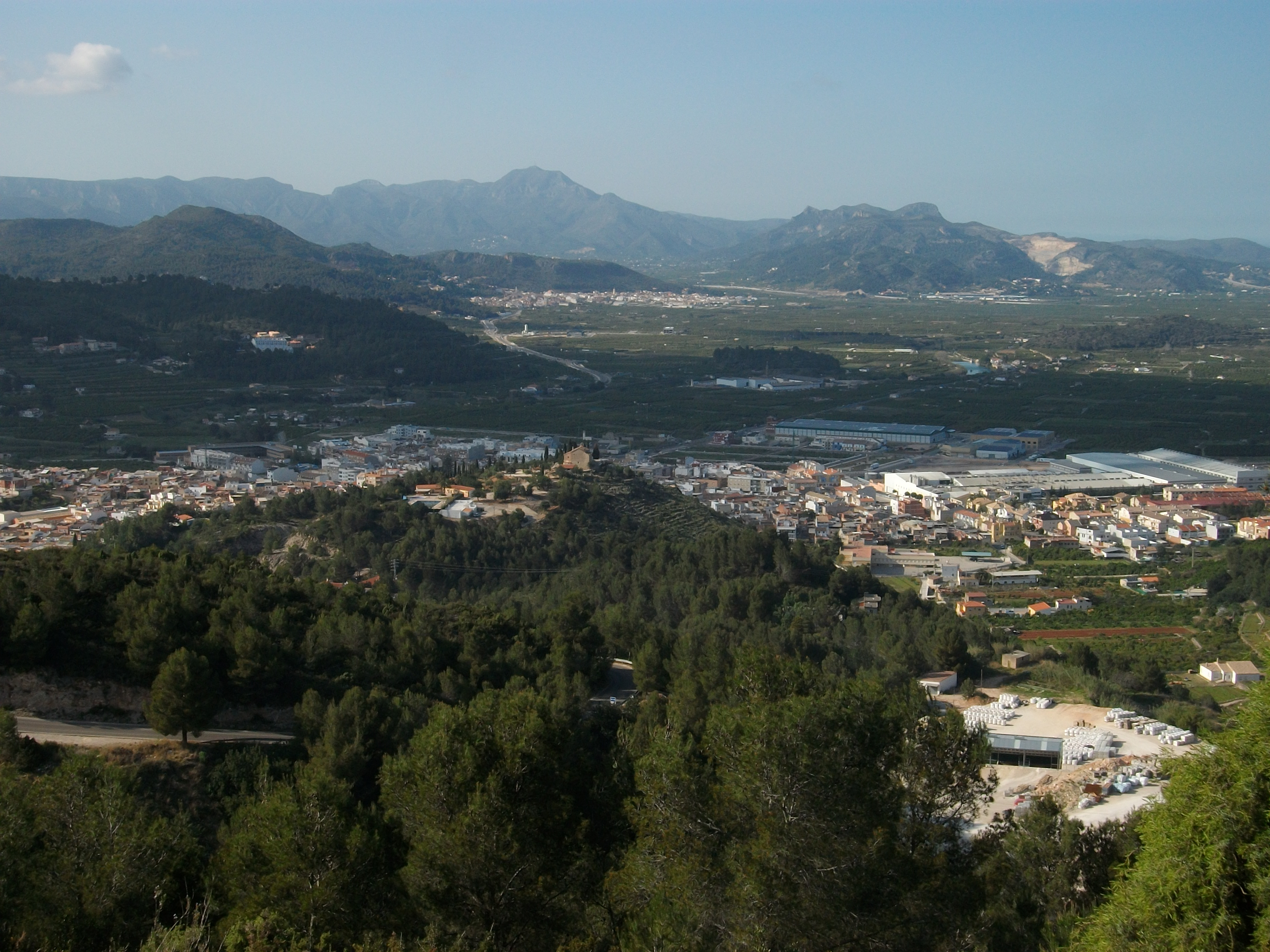
Vue de Vilallonga, dans la comarque valencienne de La Safor, où commença la Seconde Germania.

La Seconde Germanía ou Seconde Germania (en catalan : Segona Germania ; en espagnol : Segunda Germanía) est une révolte paysanne qui eut lieu en juillet 1693, durant la dernière décennie du règne de Charles II d'Espagne, dans les comarques centrales du royaume de Valence. On l'appelle « Seconde Germanía » car les rebelles adoptèrent le nom d'agermanats, en référence aux Germanías de Valence du début du XVIe siècle, à l'époque de Charles Ier. Certains historiens relient à cette insurrection à celle des Maulets en 1705, austrophiles valenciens durant la guerre de Succession d'Espagne (1701-1714).

## Contexte
L'expulsion des Morisques en 1609 laissa de nombreuses seigneuries du royaume de Valence sans main-d'œuvre de servage, de sorte que la noblesse dut chercher de nouveaux colons pour combler le vide. Les chartes de peuplement établissaient nouvelles conditions pour les destinataire des parcelles allouées, généralement plus dures que celles qu'avaient les Morisques auparavant, qui bénéficiaient du paiement des cens en nature et non en espèces, ce qui garantissait que l'inflation ne dévalue pas leurs revenus. Elles stipulaient également que les officiers municipaux seraient nommés et supervisés par les seigneurs, qui auraient également le pouvoir juridictionnel sur leurs vassaux.
Malgré ces conditions difficiles, les parcelles furent peu à peu occupées, mais tout au long du XVIIe siècle les tensions entre les seigneurs et les nouveaux colons s'accentuèrent, notamment en raison de les dettes impayées accumulées de ces derniers envers les premiers. Toutefois, au cours de la même période, une classe de paysans aisés émergea, qui achetèrent des terres à la noblesse à bon prix, en particulier les parcelles abandonnées par les colons ruinés. Cela expliquerait pourquoi la conflictualité dans la campagne valencienne s’accrut dans les dernières décennies du XVIIe siècle, lorsque les conditions de vie commençaient à s'améliorer grâce à de meilleures récoltes et à la relance de l'économie en général, accompagnées d'un regain démographique, un grand nombre des protestataires étant ces mêmes paysans aisés qui prétendaient se libérer du joug des seigneurs féodaux.
D'autres révoltes paysannes eurent lieu avant la Seconde Germania de 1693, comme celle menée en 1672 par les vassaux du monastère de Santa María de la Valldigna — dans la comarque de La Safor — ou celle des habitants de Pedreguer — dans la Marina Alta —, onze ans après avoir revendiqué d'être affranchis de leur seigneur.
Carme Pérez Aparicio a souligné les similitudes entre la Seconde Germania et la révolte des Barretines qui avait eu lieu quelques années plus tôt dans la Principauté de Catalogne : les deux présentent « un dénominateur commun, la forte pression fiscale supportée par de larges secteurs de la paysannerie et le rejet du régime seigneurial » ; de plus, « leurs dirigeants appartiennent à des groupes paysans aisés, ils développent une stratégie bien étudiée et poursuivent des objectifs clairement définis. »
Cette période est aussi caractérisée par la culmination du bandolérisme au Pays valencien.

## Prélude à la révolte
L'un des premiers soulèvements paysans fut mené par les vassaux du monastère de Sainte-Marie de la Valldigna —dans la comarque de La Safor —, en 1672, suivis onze ans plus tard par les habitants de Pedreguer —Marina Alta— qui revendiquaient d'être affranchis de leur seigneur. En 1689, à Morvèdre, le notaire Félix de Vilanova défendit l'idée selon laquelle les anciens privilèges médiévaux exemptaient les paysans locaux du paiement des droits seigneuriaux. Il se basait pour ce faire sur des édits royaux de 1268 et 1363, dérobés on ne sait comment des archives royales.
Toutefois, c'est dans les régions autrefois habitées par les Morisques — La Marina, El Comtat, La Safor, La Vall d'Albaida — que les tensions furent maximales, comme en témoignent les nombreux litiges entrepris par leurs habitants contre leurs seigneurs. Le même Félix de Vilanova qui avait fomenté la rébellion au Camp de Morvedre se trouvait dans les années suivantes à La Marina où il répéta son discours sur les privilèges aux paysans, une propagande anti-seigneuriale qui alerta le vice-roi de Valence lui-même ainsi que le duc de Gandia et d'autres seigneurs valenciens, qui se plaignirent au roi des difficultés qu'ils rencontraient pour percevoir les rentes de leurs paysans.
Le vice-roi, après avoir échoué à mettre fin à la protestation par la force, convoqua à Valence des représentants des quelque trente-cinq localités concernées, intégrées dans une quinzaine de seigneuries, pour la plupart situées dans les comarque de La Safor et de La Marina, mais aussi de La Ribera et d'autres comarques voisines. Le comité arbitral de Valence nommé par le vice-roi le 12 février ayant rejeté leurs réclamations, ils décidèrent d'envoyer un mémorial au roi Charles II dans lequel ils déclaraient que les répartitions de terres imposées par les seigneurs dans les nouvelles chartes de peuplement étaient illégaux car ils contrevenaient aux privilèges et exemptions établis au moment de la conquête par Jacques Ier, de sorte que leur non-paiement des rentes seigneuriales et leur demande de faire passer leurs terres sous la juridiction royale, c'est-à-dire sous l'autorité directe du roi en tant que seigneur féodal, était justifiée. Le mémorial fut présenté par Francesc Garcia, paysan aisé d'El Ràfol d'Almúnia et l'un des leader de la protestation avec José Navarro, barbier chirurgien et propriétaire de terres à Muro de Alcoy, Feliu Rubio et Bartomeu Pelegrí,,.
Dans leurs revendications, les paysans bénéficiaient du soutien d'une petite bourgeoisie rurale composée de notaires, d'avocats et de riches propriétaires terriens, ainsi que des membres du bas-clergé et des frères.

## La révolte
Le conflit éclata lorsque au temps des récoltes. En mai, les vassaux du comte de Carlet, dans la comarque de La Ribera del Xúquer, refusèrent de payer les cens pour la récolte de la feuille de mûrier et le vice-roi envoya un escadron de quarante chevaliers pour étouffer la rébellion. Le 27 juin, ce fut au tour de douze paysans d'El Ràfol d'Almúnia de déclarer qu'ils ne paieraient pas le cens au seigneur jusqu'à ce qu'« enseyara títol, causa o imposició de sa Real Magestat « enseyara títol, causa o imposició de sa Real Magestat » (« il montré [un] titre, [une] cause ou [une] imposition de Sa Majesté Royale »). Il fut pris en exemple dans d'autres localités voisines.

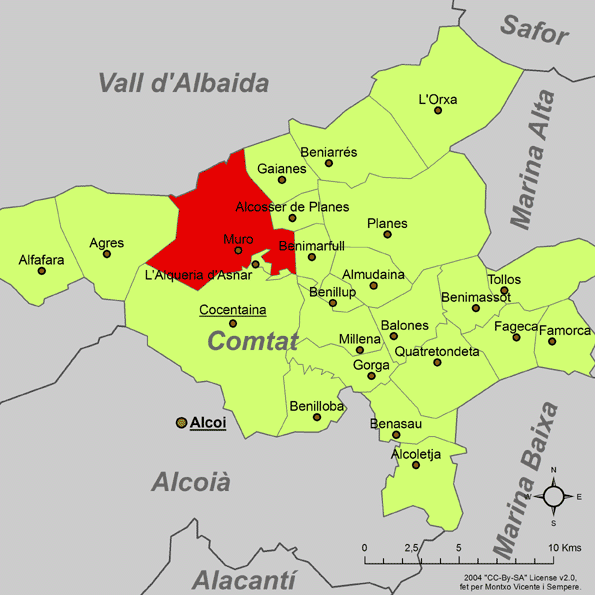
Carte de la comarque du Comtat (« Comté ») de Cocentaina montrant l'emplacement (en rouge) de Muro de Alcoy, où eut lieu la défaite des agermanats.

L'étincelle qui déclencha la rébellion fut l'arrestation, le 9 juillet 1693, dans le village de Villalonga, de quatre agriculteurs ayant refusé de verser sa quote-part de la récolte au duc de Gandía en tant que titulaire du domaine éminent de ses terres. armée d'agermanats fut rapidement constituée, composée de plusieurs milliers de paysans de La Safor et des comarques voisines d' El Comtat et de La Marina, qui se plaça sous le patronage de la Vierge des Remèdes (en) et de Saint Vincent Ferrier. Cette armée improvisée d'environ 1 500 hommes, mal armée et sans cavalerie ni artillerie, était organisée en huit bataillons dirigés par Josep Navarro, connu sous le nom de « general de la Germandat del Regne » (« général de la Confrérie du Royaume ») .
Le 10 juillet, environ trois mille paysans prenaient la ville de Gandia, accompagnés de tambours et de drapeaux, aux cris de « Vive les pauvres ! » et « Mort au mauvais gouvernement », et libérèrent les quatre détenus de la prison ducale. Les agermanats se dirigèrent alors vers les terres intérieures, d'abord vers Carlet où ils pensaient que Francesc Garcia conservait les documents prouvant les exemptions du paiement des taxes seigneuriales, puis vers La Vall d'Albaida lorsqu'ils virent la route de Valence coupée par les forces mobilisées par le gouverneur de Xàtiva, Ventura Ferrer, sur ordre du vice-roi, le marquis de Castel-Rodrigo, quatre-cents hommes à cheval et deux pièces d'artillerie, auxquels s'ajoutèrent les milices de Xàtiva, d'Algemesí et de Carcaixent, totalisant environ 1 500 hommes,,. Bien que le Pays valencien se trouve à seulement deux jours de cheval de Madrid, le vice-roi ordonna l'envoi de la milice sans avoir reçu les instructions de le faire. Ferrer avait déclaré sa volonté de procéder à « quelques arrestations et agressions jusqu'à ce qu'ils soient humiliés et demandent de la miséricorde en se rendant. »
L'affrontement eut finalement lieu dans l'après-midi du 15 juillet à Setla de Nunyes, près de Muro de Alcoy, et se solda par la dábâcle des agermanats,. Il y eut douze morts et autant de blessés, tous du côté des rebelles,. Le 17 juillet, les troupes du vice-roi étaient victorieuses à Xàtiva. Dans les semaines qui suivirent, des escadrons de cavalerie patrouillèrent les localités en exhortant leurs habitants à payer les droits seigneuriaux, et la tentative d'insurrection qui eut lieu dans le marquisat de Llombai, près de Valence, fut également écrasée,. Cependant, pendant le reste de l’été, ils continuèrent d'être attaqués par de petites troupes de guérilla.
Une répression sévère fut immédiatement déclenchée, notamment contre les meneurs de la révolte. Joan Navarro, le « général » des insurgés, fut exécuté le 29 février 1694, et vingt-cinq autres paysans furent condamnés aux galères. Le principal porte-drapeau « politique » de la révolte, Francesc Garcia, ne fut jamais retrouvé.

## Bilan
Cette révolte fut menée « aussi bien [par] des journaliers misérables, exaspérés par la faim, que [par] de riches paysans, qui avaient bénéficié de la croissance économique et qui considéraient la domination seigneuriale menaçante et — de plus en plus — illégitime ». En réalité, la résistance antiféodale [fut] organisée et dirigée par ces derniers, qui la canalisèrent à travers les tribunaux de justice, instruits par les notaires, les avocats et des prêtres locaux, et confiants à la fois dans le bien-fondé de leurs revendications et dans la force des documents écrits, qui étaient censés consigner les privilèges et les libertés accordés par les rois médiévaux. » 
L'épisode de la Seconde Germanía illustre l'arbitraire de l'exercice du pouvoir féodal, nuisant contreproductivement à l'exploiration de la terre, et la situation de grande misère dans laquelle vivait une grande partie des paysans, notamment les journaliers,.
Carme Pérez Aparicio souligne qu'à l'occasion de la Seconde Germania, les vassaux valenciens ne s'étaient pas limités à « réclamer la suppression des abus et peut-être demander une réduction des prestations » comme précédemment, mais plutôt « de manière surprenante, ce qu'ils avancèrent n'était ni plus ni moins que l'abolition du régime féodal. » 
Le mécontement des agermanats est de même nature que celui qui parcourra les rangs des partisans austrophiles, faction dominante au royaume de Valence au cours de la guerre de Succession qui secoua l'Espagne moins de dix ans plus tard.
Le soulèvement ne fut pas maîtrisé par les armées seigneuriales, comme cela s'était produit au cours des Germanies, mais par l'armée royale, ce qui selon James Casey (es) constitue une preuve du changement qui s'était produit dans le domaine militaire (en) au cours du siècle et demi précédent.
Cette Seconde Germania confirme et renforce la situation imposée à la suite de la première : la domination des seigneurs féodaux sur une population maintenue dans la misère. Encore au début du XVIIIe siècle, le Pays valencien était l'une des régions de la péninsule Ibérique où les nobles étaient les plus puissants, avec la Galice, la Cantabrie et l'Andalousie selon les données présentées aux Cortes de Cadix (1812).